# Em bé Taung
Em bé Taung hay Taung-1 (tiếng Anh: Taung Child) là hộp sọ hóa thạch của một loài tên Australopithecus africanus còn trẻ, chết vào khoảng lúc 3,3 tuổi, và tuổi hóa thạch được xác định vào cỡ 2,8 Ma BP (Mega annum before present: triệu năm trước). Năm 1924 các công nhân của công ty Northern Lime khai thác đá ở Taung, Nam Phi phát hiện ra hóa thạch. Raymond Dart mô tả nó như là một loài mới, công bố trên tập san Nature vào năm 1925.
Hộp sọ Taung hiện lưu trữ tại Đại học Witwatersrand . Dean Falk, một chuyên gia về quá trình tiến hóa não, đã gọi nó là "hóa thạch nhân học quan trọng nhất của thế kỷ 20" .

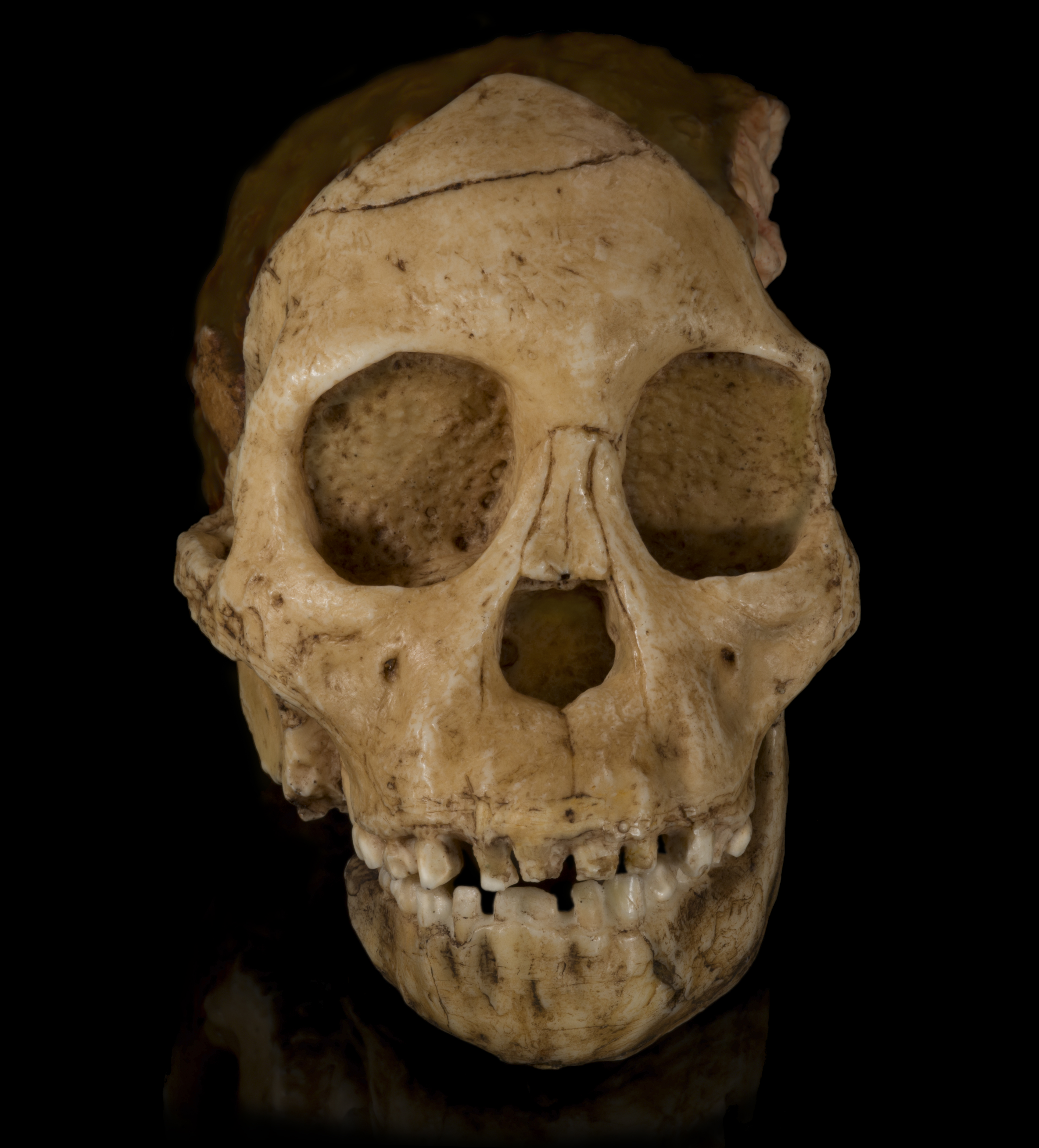
Mặt trước của Taung-1